# Toyota Yaris
Toyota Yaris er en minibil fra den japanske bilfabrikant Toyota Motor udviklet til det europæiske og det nordamerikanske marked. Navnet er et kunstord uden nogen konkret betydning. I Japan blev modellen til og med tredje generation solgt under navnet Toyota Vitz, og som sedan Toyota Platz.
Yaris produceres i Japan og til det europæiske marked, mellem 2012 og 2019 også til Nordamerika, af Toyota Motor Manufacturing France i Onnaing i Valenciennes i Nordfrankrig. Her blev bil nummer 2,5 mio. bygget i april 2014, og frem til august 2020 var der i Europa fire millioner eksemplarer af modellen, heraf en halv million med hybriddrift, som har kunnet fås siden tredje modelgeneration.
I årene 1999 til 2005 var mini-MPV'en Yaris Verso på basis af den første generation på markedet. Fra foråret 2020 kom den fjerde generation til at danne basis for SUV'en Yaris Cross.

## Generationer i Europa
- Toyota Yaris I
1999−2006
- Toyota Yaris II
2005−2011
- Toyota Yaris III
2011−2020
- Toyota Yaris IV
2020−

## Modeller udenfor Europa

### Yaris/Vios (XP15, 2013−)
Den i 2013 introducerede XP15-model sælges ikke i Europa. Den sælges som hatchback og sedan i Asien, Mellem- og Sydamerika og Afrika. Den blev præsenteret i april 2013 på Shanghai Motor Show.

### Yaris (DJ, 2015−2020)
Udelukkende i Nordamerika sælges fra 2015 en Yaris på basis af den i 2014 introducerede Mazda2. I den første tid blev modellen solgt som Scion iA, men efter afviklingen af varemærket Scion i 2016 blev modellen omdøbt til Toyota Yaris. Da Toyota Yaris (XP13) forsvandt fra det nordamerikanske marked i starten af 2019, blev den i USA og Canada afløst af hatchbackversionen af Mazda2. I 2020 tog Toyota begge versioner af markedet uden afløser.